# Bury Me Alive
«Bury Me Alive» (en español: "Entiérrame viva") es el primer sencillo del álbum debut Tear the World Down, de la banda irlandesa y estadounidense We Are The Fallen. 

## Lanzamiento
El 2 de febrero del 2010 la banda lanzó oficialmente vía itunes su primer sencillo, 'Bury Me Alive', que fue lanzado en EE.UU y Canadá, tiempo después fue lanzado también en el Reino Unido.
La popularidad de la canción creció por haber sido utilizada para los promocionales del fin de temporada de la serie televisiva The Vampire Diaries, tiempo después se confirmó que la canción también estaría disponible en la banda sonora de dicha serie, 'Bury Me Alive' también fue incluida en el episodio "Rumor Has It" de la serie televisiva The Hills.
El gusto de los fanes por la canción Bury Me Alive, la mantuvo como sencillo por año y medio, Tomando en cuenta su lanzamiento en 2009, y su relanzamiento como sencillo oficial en 2010.

## Significado de la letra
La composición de esta canción estuvo a cargo de Carly Smithson quien hablo sobre lo que hay detrás de la letra de "Bury Me Alive".

"...Básicamente la letra de esta canción es sobre la traición; se trata de "Tú me apuñalaste por la espalda"; y después de ver una película cambié un poco la letra; era lo mismo, pero un poco más visual; ya que una noche vimos "Drag Me to Hell" y al final de la película, la chica protagonista cae en una tumba, estaba lloviendo y ella trata de salir, nos quedamos con la idea de "Esto es realmente cruel."
...Y tan pronto como terminé de escribir "Bury Me Alive" casi me mato ese día, no miré el indicador a tiempo y me quede sin gasolina en medio de la carretera interestatal 75; había coches que volaban más allá de mí..."

## Primer videoclip
La banda colocó en su cuenta de Twitter fotografías de la grabación de su primer videoclip oficial, en éstas se puede apreciar las locaciones de grabación las cuales se realizaron en febrero del 2010 durante 15 horas en un mausoleo, una iglesia y un cementerio.
Las fotografías animaron a los fanes, los cuales afirmaron que con este vídeo, regresan a las historias góticas e interesantes de vídeos como Bring me to life o Going under de la era Fallen (Evanescence),(exbanda creada por Moody);
El vídeo fue dirigido y producido por la actriz Jaime King y su esposo Kyle Newman y cuenta dos historias alternas, en una de ellas se ve tocar a la banda en una iglesia en su máximo esplendor; y por otra parte se ve un funeral donde se cuenta la historia de unas gemelas quienes luchan por el amor de un hombre, y una de ellas toma la drástica decisión de enterrar viva a su hermana gemela para quedarse con el amor de ese hombre, pero la historia del vídeo toma un giro drástico e impactante. El vídeo se estrenó el 25 de marzo de 2010 en AOL Noisecreep, y ahora está disponible a través de YouTube.

## Sencillo
El sencillo contiene lo siguiente:
1. Bury Me Alive (Versión Demo) 3:56
2. Bury Me Alive (Versión Remasterizada) 4:46
3. Bury Me Alive (Versión Acústica) 4:54